# Grön smalpraktbagge
Grön smalpraktbagge (Agrilus viridis) är en skalbaggsart som först beskrevs av Carl von Linné 1758.  Grön smalpraktbagge ingår i släktet Agrilus, och familjen praktbaggar. Arten är reproducerande i Sverige.

## Bildgalleri

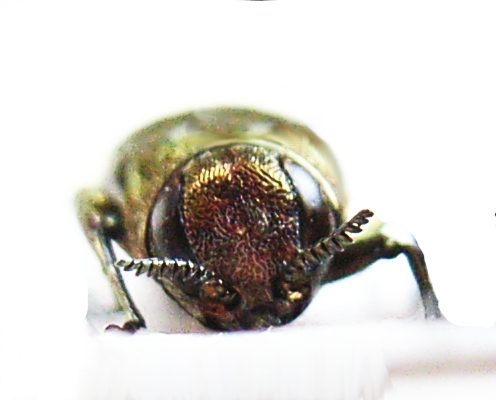
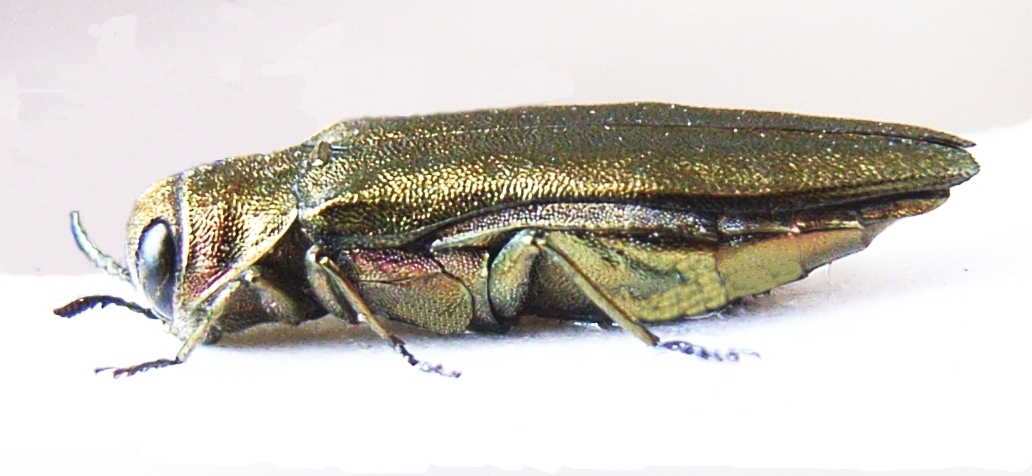
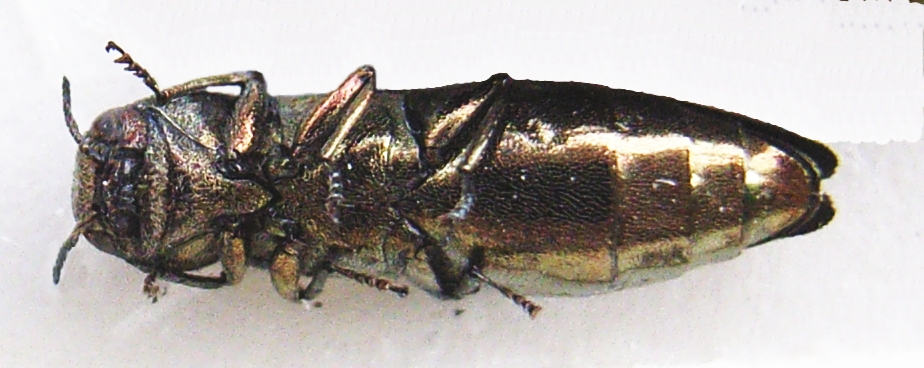
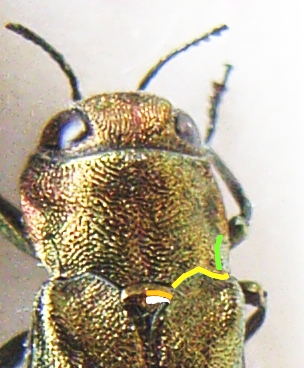
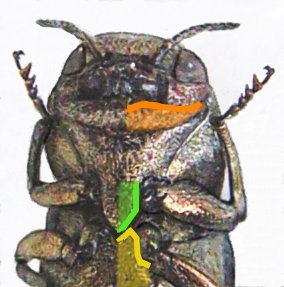